# Istvan Bethlen
Conde István Bethlen de Bethlen (8 de outubro de 1874 – 5 de outubro de 1946) foi um húngaro aristocrata e estadista que serviu como primeiro-ministro de 1921 a 1931.

## Início da vida
Herdeiro de uma antiga família nobre Bethlen de Bethlen da Transilvânia, ele era o único filho do Conde István Bethlen de Bethlen (1831–1881) e da Condessa Ilona Teleki de Szék (1849–1914). Ele tinha duas irmãs mais velhas: Condessa Klementine Mikes de Zabola (1871–1954) e Condessa Ilona Haller de Hallerkeö (1872–1924).

## Carreira
Bethlen foi eleito para o Parlamento Húngaro como liberal em 1901. Posteriormente, serviu como representante do novo governo húngaro na Conferência de Paz de Paris em 1919. Naquele ano, o fraco governo centrista húngaro entrou em colapso e foi logo substituído pela comunista República Soviética Húngara, sob a liderança de Béla Kun. Bethlen rapidamente retornou à Hungria para assumir a liderança do governo anti-comunista "branco", baseado em Szeged, junto com o ex-almirante da Marinha Austro-Húngara Miklós Horthy. Depois que as forças "brancas" assumiram o controle da Hungria, Horthy foi nomeado Regente da Hungria. Bethlen novamente assumiu um assento no Parlamento Húngaro e se aliou às facções conservadoras lá. Em 1919, Bethlen rejeitou uma união pessoal entre a Romênia e a Hungria sob o Rei da Romênia.
Após a tentativa de retorno do Rei Carlos IV ao trono da Hungria em 1921, Horthy pediu a Bethlen para formar um governo forte para eliminar a possibilidade de outras ameaças similares ao novo país. Bethlen fundou o Partido da Unidade Nacional. Ele também foi capaz de unir os dois fatores mais poderosos da sociedade húngara, os ricos industrialistas principalmente judeus de Budapeste e a antiga pequena nobreza magiar da Hungria rural, em uma coalizão duradoura. Isso efetivamente conteve o aumento do fascismo no país por pelo menos uma década. Bethlen chegou a um acordo com os sindicatos trabalhistas, conquistou seu apoio ao governo e eliminou uma fonte de dissidência doméstica.
Durante o julgamento de maio de 1926 dos conspiradores do caso dos francos, Bethlen foi chamado para testemunhar sobre seu envolvimento no mesmo. O primeiro-ministro francês Aristide Briand usou o escândalo pressionando pela remoção de Bethlen do poder e sua substituição por um político mais liberal. O complô centrava-se nos esforços de nacionalistas húngaros para prejudicar a economia francesa disseminando notas falsas de 1 000 francos franceses. Vários conspiradores forneceram evidências incriminatórias do envolvimento de Bethlen, mas ele conseguiu encobrir seu papel exercendo controle direto sobre os procedimentos. Enfrentando considerável pressão pública, Bethlen ofereceu sua renúncia a Horthy, que se recusou a aceitá-la. Bethlen posteriormente reorganizou seu gabinete substituindo o Ministro do Interior Iván Rakovszky. O resultado dos julgamentos, na verdade, aumentou a popularidade de Bethlen na Hungria.

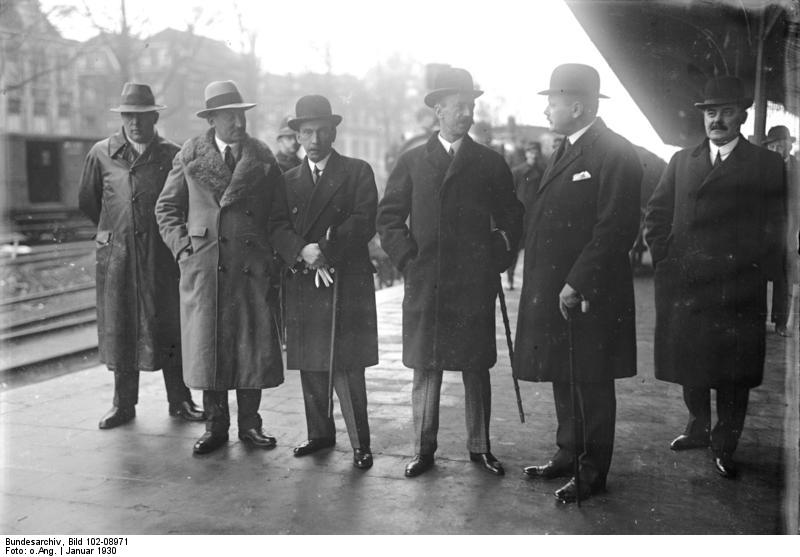
Bethlen e a delegação húngara em Haia

Durante sua década no cargo, Bethlen levou a Hungria à Liga das Nações, organizou uma aliança próxima com a Itália Fascista e até mesmo firmou um Tratado de Amizade com a Itália em 1927 para promover as esperanças revisionistas de sua nação. Ele foi derrotado em suas tentativas de mudar o Tratado de Trianon, que havia privado a Hungria da maior parte de seu território após a Primeira Guerra Mundial. A Grande Depressão mudou a política húngara para a extrema direita, e Horthy substituiu Bethlen por Conde Gyula Károlyi de Nagykároly, que foi seguido rapidamente por Gyula Gömbös de Jákfa, um notório fascista e antissemita.
Cada vez mais marginalizado na obscuridade política, Bethlen se destacou como uma das poucas vozes na Hungria a se opor ativamente a uma aliança com a Alemanha Nazista. Quando se tornou aparente que a Alemanha ia perder a Segunda Guerra Mundial, Bethlen tentou negociar uma paz separada com as potências Aliadas. Na primavera de 1945, a maior parte da Hungria havia caído nas mãos das tropas soviéticas em avanço. Os comunistas, que retornaram com os soviéticos, imediatamente começaram seu plano para assumir o controle do país. Eles viam o envelhecido Bethlen como uma ameaça, um homem que poderia unir as forças políticas contra eles. Isso fez com que os soviéticos o prendessem em março de 1945. Logo depois, Bethlen foi levado para Moscou, onde morreu na prisão em 5 de outubro de 1946.

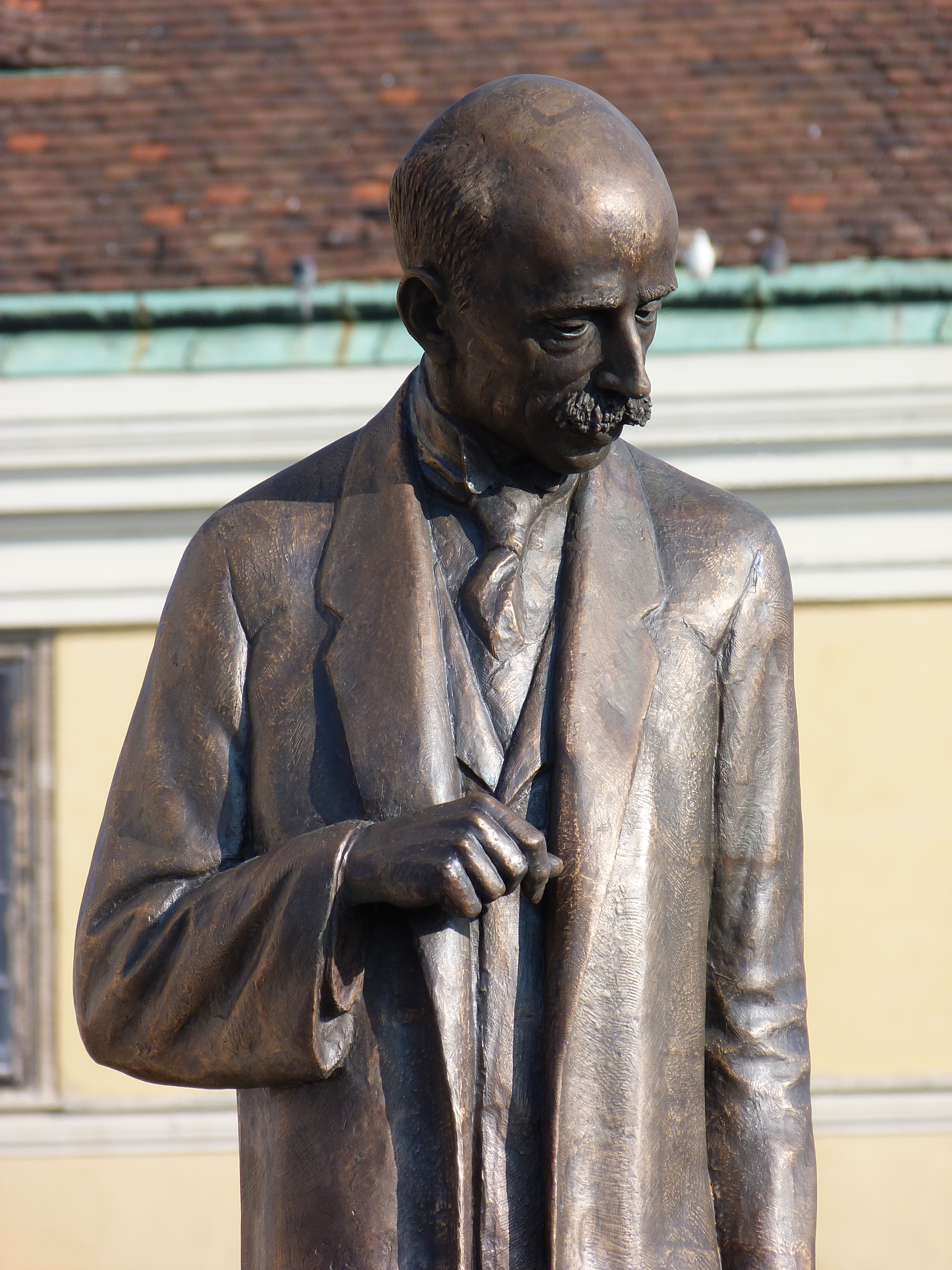
István Bethlen – Castelo de Buda

## Vida pessoal
Em 27 de junho de 1901, casou-se com sua prima distante, a escritora Condessa Margarete Bethlen de Bethlen (1882–1970). Eles tiveram 3 filhos:
- Conde András Bethlen de Bethlen (1902–1970) ⚭ Magda Viola (n.1901) ⚭ Eszter Mészáros (1892–1955) ⚭ Maria Palma 'Mizzi' Hoffmann (n.1906); sem descendência
- Conde István Bethlen de Bethlen (1904–1982) ⚭ Donna Maria Isabella dos Condes Parravicini (1912–2008); teve descendência
- Conde Gábor Bethlen de Bethlen (1906–1981) ⚭ Edith Schmidt (1909–1969); teve descendência